# ورزشگاه پاناتینایکو
ورزشگاه پاناتینایکو (یونانی: Παναθηναϊκό στάδιο) یک ورزشگاه چند منظوره در شهر آتن، یونان است.
این ورزشگاه که از دوران یونان باستان از مکان‌های مهم برای انجام مسابقات ورزشی بوده برای بازی‌های المپیک تابستانی ۱۸۹۶ مورد بازسازی قرار گرفته و ورزشگاه اصلی این مسابقات بوده‌است. مسابقات تیراندازی با کمان بازی‌های المپیک تابستانی ۲۰۰۴ در ورزشگاه پاناتینایکو برگزار شده‌است.

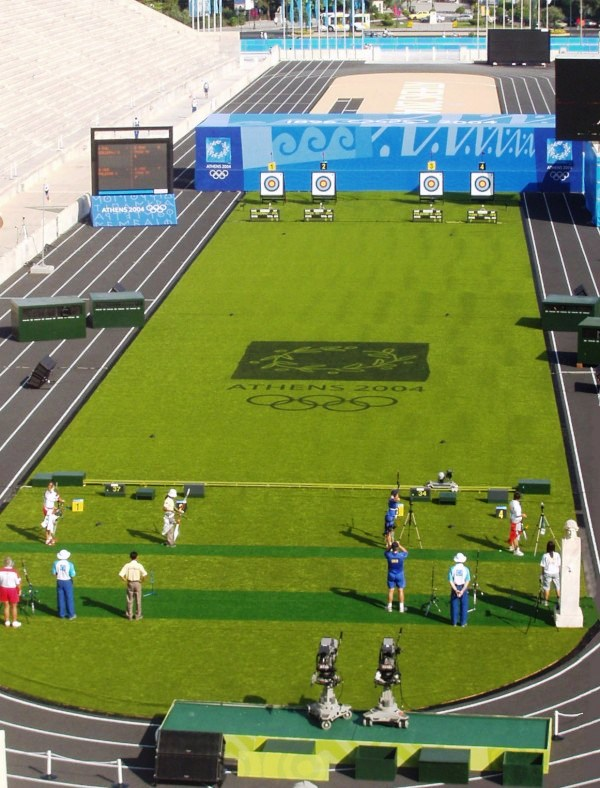
مسابقات تیراندازی با کمان در المپیک ۲۰۰۴ در این ورزشگاه برگزار شد

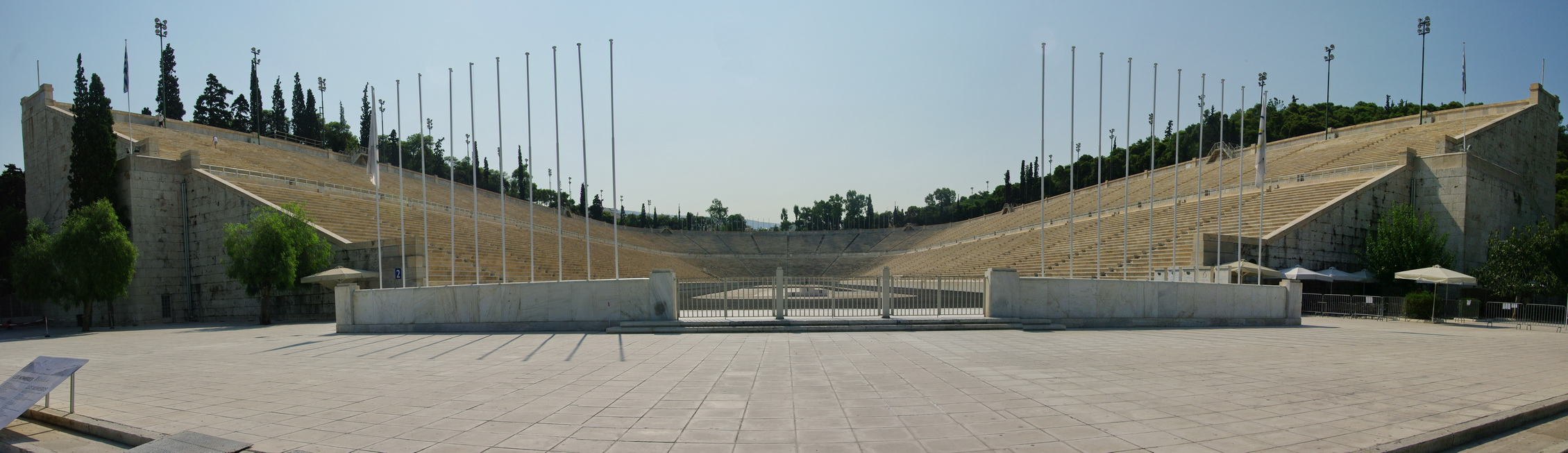
نمای سراسری از ورودی ورزشگاه در سال ۲۰۱۱

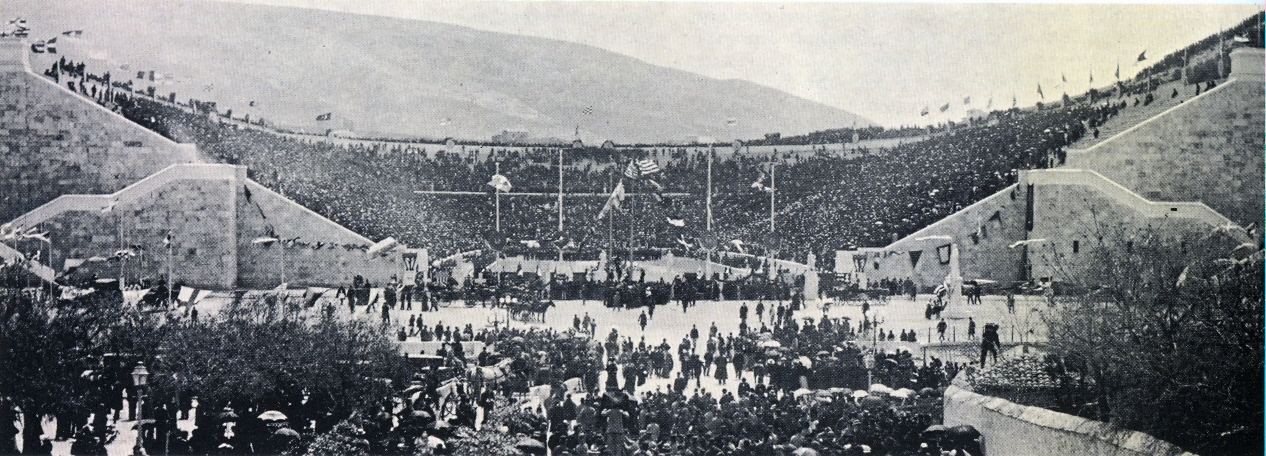
ورزشگاه پاناتینایکو در بازی‌های المپیک تابستانی ۱۸۹۶